# Anton Rom
Carl Anton „Toni“ Rom (* 10. März 1909 in Würzburg; † 30. Dezember 1994 ebenda) war ein deutscher Ruderer. 1936 wurde er Olympiasieger im Vierer ohne Steuermann.
Rom gewann 1933 seinen ersten Deutschen Meistertitel mit dem Achter des Würzburger Rudervereins von 1875. Im Jahr darauf wechselten Rudolf Eckstein, Anton Rom, Martin Karl und Wilhelm Menne in den Vierer ohne Steuermann und siegten nach dem Gewinn der Deutschen Meisterschaft auch bei der Europameisterschaft in Luzern. 1935 fehlte Martin Karl, für ihn saß Ernst Gaber vom Mannheimer RV mit im Boot. Die vier Ruderer siegten bei der Deutschen Meisterschaft sowohl im Vierer ohne als auch im Vierer mit Steuermann. Zusammen mit Steuermann Johann Pfadenhauer gewannen sie auch bei der Europameisterschaft in Berlin. 1936 kehrte Martin Karl zurück ins Boot. Eckstein, Rom, Karl und Menne siegten nach zwei Europameisterschaften auch bei den Olympischen Spielen 1936 in Berlin und erhielten von der Stadt Würzburg die Goldene Stadtplakette.